# فرانک کامینسکی
فرانک کامینسکی (انگلیسی: Frank Kaminsky؛ زادهٔ ۴ آوریل ۱۹۹۳) بازیکن بسکتبال اهل ایالات متحده آمریکا است.
از باشگاه‌هایی که در آن بازی کرده‌است می‌توان به فینیکس سانز و شارلوت هورنتس اشاره کرد.